# Platambus texovittatus
Platambus texovittatus är en skalbaggsart som först beskrevs av Helen K. Larson och Wolfe 1998.  Platambus texovittatus ingår i släktet Platambus och familjen dykare. Inga underarter finns listade i Catalogue of Life.